# Chusa-Fälle
Die Chusa-Fälle waren Wasserfälle des Flusses Mansya in der sambischen Provinz Muchinga. Es wurde 2012 ein Staudamm an dieser Stelle errichtet und die Fälle somit überflutet.

## Beschreibung
Die Chusa-Fälle lagen elf Kilometer entfernt vom Shiwa Ngandu Hotsprings Camp, das 100 Kilometer nördlich von Mpika nahe der Asphaltstraße nach Chinsali liegt und gut erreichbar ist. Sie bestanden aus wasserreichen Kaskaden und Schnellen und sind ein sehr beliebter Ort. Etwa 25 km flussabwärts befinden sich die 15 Meter hohen Senkelefälle, die von Shiwa Ngandu leicht zu erreichen sind. Schwieriger wird es mit den Namundelafällen des Mansha, die einen ganzen Tag in schwierigem Gelände erfordern.